# Henry Beard
Henry Nichols Beard (Manhattan, 7 giugno 1945) è un comico, scrittore e editore statunitense.

## Biografia
Raggiunge notorietà attraverso la pubblicazione de Il Signore dei Tranelli, scritto con l'amico Douglas Kenney. I due dalle ceneri dell'Harvard Lampoon creano National Lampoon, un periodico satirico ed umoristico politicamente scorretto. Dopo essersi divisi Henry continua a scrivere, rimanendo amico di Douglas fino alla sua morte.